# 塞森
塞森（德語：Seesen，發音：[ˈzeːzn̩] ⓘ）是德国下萨克森州戈斯拉尔县的城市，面积102.32平方千米，2023年12月31日人口为19,185人。

## 友好城市
塞森与以下城市结为友好城市：
- 英格兰 旺塔奇（1978年）
- 德国 塔勒（1990年）
- 法國 卡庞特拉（1993年）
- 義大利 蒙特科尔维诺-罗韦拉（2006年）